# Luc Nilis
Luc Gilbert Cyrille Nilis (født 25. maj 1967 i Hasselt, Belgien) er en tidligere belgisk fodboldspiller, og nuværende træner, der spillede som angriber. Han var tilknyttet KFC Winterslag, Anderlecht, PSV Eindhoven og Aston Villa. For Belgiens landshold spillede han 56 landskampe og scorede ti mål. Han deltog ved VM i fodbold 1994, VM i 1998 og EM i 2000.
Han har som man kan se i infoboksen, se, at Nilis både har været talentspejder, målmands-assistenttræner samt assistenttræner for forskellige klubber.